# Toyota TF102
El Toyota TF102 fue un monoplaza de Fórmula 1 que fue usado en la temporada 2002. Fue el primer coche con el que Toyota compitió en un Gran Premio de Fórmula 1.
El equipo preveía buenos resultados para el equipo ese año, pero el rendimiento fue decepcionante. Sólo consiguieron dos puntos de Mika Salo, en 2 sextas posiciones conseguidas en Australia y Brasil; mientras que Allan McNish no puntuó. El equipo al menos se mantuvo en la parte media de la parrilla en clasificaciones, aunque resultados menos favorables en carrera. Terminaron últimos en la clasificación de pilotos. McNish también sufrió un fuerte accidente en Suzuka.

## Resultados

### Fórmula 1
(Clave) (negrita indica pole position) (cursiva indica vuelta rápida)

| Año     | Motor      | Neu. | N.º | Pilotos      | 1   | 2   | 3   | 4   | 5   | 6   | 7   | 8   | 9   | 10  | 11  | 12  | 13  | 14  | 15  | 16  | 17  | Puntos | Pos. |
| ------- | ---------- | ---- | --- | ------------ | --- | --- | --- | --- | --- | --- | --- | --- | --- | --- | --- | --- | --- | --- | --- | --- | --- | ------ | ---- |
| 2002    | RVX-02 V10 | M    |     |              | AUS | MYS | BRA | SMR | ESP | AUT | MON | CAN | EUR | GBR | FRA | GER | HUN | BEL | ITA | USA | JPN | 2      | 10.º |
| 2002    | RVX-02 V10 | M    | 24  | Mika Salo    | 6   | 12  | 6   | Ret | 9   | 8   | Ret | Ret | Ret | Ret | Ret | 9   | 15  | 7   | 11  | 14  | 8   | 2      | 10.º |
| 2002    | RVX-02 V10 | M    | 25  | Allan McNish | Ret | 7   | Ret | Ret | 8   | 9   | Ret | Ret | 14  | Ret | 11  | Ret | 14  | 9   | Ret | 15  | INJ | 2      | 10.º |
| Fuente: |            |      |     |              |     |     |     |     |     |     |     |     |     |     |     |     |     |     |     |     |     |        |      |